# Russell M. Nelson
Russell Marion Nelson, né le 9 septembre 1924 à Salt Lake City (Utah), est un chirurgien cardiothoracique et dirigeant religieux américain. Il est président de l'Église de Jésus-Christ des saints des derniers jours depuis le 14 janvier 2018.
Il est le président le plus âgé de l'histoire de l'Église et le premier à devenir centenaire. 

## Biographie

### Carrière médicale
Originaire de Salt Lake City dans l'Utah, Russell Nelson est docteur en médecine diplômé de l'université de l'Utah en août 1947.
Russell M. Nelson a servi pendant deux ans au service médical de l’armée de terre américaine pendant la guerre de Corée, stationné en Corée, au Japon et au Walter Reed Army Medical Center de Washington, D.C.. Il travaille ensuite un an au Massachusetts General Hospital à Boston. Pendant cette période, il est formé à la Harvard Medical School.
En 1954, il reçoit un diplôme de docteur en philosophie de l’université du Minnesota.
Russell M. Nelson retourne à Salt Lake City en 1955 et fait d'abord partie du personnel de la Faculté de médecine de l'université d'Utah.
Russell M. Nelson a effectué une opération de chirurgie cardiaque sur le président de l'Église de Jésus-Christ des Saints des Derniers Jours, Spencer W. Kimball.

### Distinctions professionnelles
Russell M. Nelson s'est impliqué dans les aspects administratifs de la médecine et a été élu président de la Utah State Medical Association. Il a été président de la Division de chirurgie thoracique à l'hôpital des Saints des derniers jours de 1967 à 1974 et directeur de l'hôpital de l'université d'Utah lié au programme de chirurgie thoracique, de 1967 à 1984.
Il a été honoré au niveau national en étant élu président de la Société de chirurgie vasculaire et directeur de l’American Board of Thoracic Surgery.

### Parcours professionnel et distinctions
- Président de Thoracic Surgical Directors Association
- Président de la Society for Vascular Surgery (Société d’urgence vasculaire)
- Président de Utah State Medical Association (Association médicale de l'État d'Utah)
- Directeur de l'American Board of Thoracic Surgery
- Président du Council on Cardiovascular Surgery pour l'American Heart Association
- Président de la Division d’urgence thoracique à l'Hôpital des saints des derniers jours (LDS Hospital).
- Vice-président du conseil des gouverneurs du LDS Hospital (l'hôpital de l'Église de Jésus-Christ des saints des derniers jours)
- Citation for International Service de l'American Heart Association
- Golden Plate Award de l'American Academy of Achievement

### Engagements spirituels
En parallèle de son travail médical, Nelson devient l'un des dirigeants de l’Église de Jésus-Christ des saints des derniers jours. Il est président de pieu de 1964 à 1971. Il est également président général de l’École du dimanche, de l'Église pendant huit ans et représentant régional des douze apôtres.
Nelson est appelé comme apôtre par le président de l’Église Spencer W. Kimball, duquel il avait été le médecin personnel depuis de nombreuses années. Son élévation est en tant que membre du collège des douze apôtres est soutenue le 7 avril 1984 lors d’une conférence générale de l'Église puis il est ordonné le 12 avril suivant par Gordon B. Hinckley. Lors de la même conférence, Dallin H. Oaks est également soutenu en tant que membre du collège des apôtres. Nelson et Oaks occupent les postes laissés vacants dans le collège à la mort de LeGrand Richards et Mark E. Petersen.
En tant qu'apôtre, Nelson est considéré par l’Église comme prophète, voyant et révélateur.
En août 2007, Nelson est nommé membre de l'organisation dirigeante du système éducatif de l’Église. Il est président du comité exécutif du Conseil de l'éducation et du Conseil d'administration.
Le 3 juillet 2015, à la mort de Boyd K. Packer, il le remplace comme président du collège des douze apôtres. Enfin, le 14 janvier 2018, il devient le 17e président de l'Église et succède à Thomas S. Monson, mort le 2 janvier précédent.

## Famille
Russel M. Nelson épouse Dantzel White le 31 août 1945 au Temple de Salt Lake. Ils ont 9 filles et un fils. Dantzel décéda de manière inattendue à leur domicile de Salt Lake le 12 février 2005.
Le 6 avril 2006, Russel M. Nelson a épousé Wendy L. Watson dans le Temple de Salt Lake. Wendy Watson, originaire de Raymond, Alberta, Canada, est la fille de Leonard David Watson et Laura McLean Watson. Au moment du mariage, Wendy Watson était professeur de thérapie conjugale et familiale à l'École de Vie Familiale (School of Family Life) à la Brigham Young University (BYU). Wendy Watson cessa son activité professionnelle le 1er mai 2006. Elle a obtenu son titre d’infirmière à Calgary, Alberta, Canada, son Baccalauréat en arts à l’Université de Hawaï Okina à Manoa, sa Maîtrise en sciences à la Brigham Young University, et son doctorat à l’Université de Calgary. Elle a servi comme présidente de la Conférence des femmes de BYU pour 1999 et 2000, et est l'auteur de plusieurs livres et d’allocutions enregistrées sur CD, y compris Rock Solid Relationships (Batîr des relations solides) et Things Are Not Always as They Appear. (les choses ne sont pas toujours ce qu’elles semblent être).